# Ferroviário Esporte Clube
El Ferroviário Esporte Clube és un club de futbol brasiler de la ciutat de São Luís a l'estat de Maranhão.

## Història
El club va ser fundat el 10 de setembre de 1941. Guanyà el Campionat maranhense els anys 1957, 1958, 1971, i 1973.

## Estadi
El Ferroviário Esporte Clube juga els seus partits a l'Estadi Nhozinho Santos. Té una capacitat màxima per a 16.500 espectadors.

## Palmarès
- Campionat maranhense:
  - 1957, 1958, 1971, 1973